# Valenton
Valenton är en kommun i departementet Val-de-Marne i regionen Île-de-France i norra Frankrike. Kommunen ligger i kantonen Valenton som tillhör arrondissementet Créteil. År 2022 hade Valenton 14 453 invånare.

## Befolkningsutveckling
Antalet invånare i kommunen Valenton
| Referens: INSEE |